# Naturschutzgebiet Töpferberg
Koordinaten: 53° 24′ 51,8″ N, 11° 34′ 41,3″ O
Das Naturschutzgebiet Töpferberg ist ein 13 Hektar umfassendes Naturschutzgebiet in der Lewitz-Landschaft in Mecklenburg-Vorpommern. Die Flächen befinden sich unweit nordwestlich von Neustadt-Glewe, nahe dem Ortsteil Hohewisch, am Nordufer der Elde. 
Die Ausweisung erfolgte am 17. August 1959 mit dem Ziel, eine Sandheide auf einem Dünenzug mit gefährdeten Pflanzenarten zu schützen. Der Gebietszustand wird als unbefriedigend eingestuft. Durch Nutzungsauflassung wandern Gehölze im Rahmen der Flächensukzession ein. Die Flächen bewalden, so dass die ursprüngliche Heide verschwindet. Die Flächen sind Teil des EU-Vogelschutzgebiets Lewitz. Im Gebiet existieren keine Wege. Ein Weg führt entlang des östlichen Dünenrandes.

## Geschichte
Die Flächen wurden entscheidend während der ausklingenden letzten Eiszeit geprägt. Vom Schmelzwasser wurden Sander aufgeschüttet. Windumlagerung führte zur Aufschichtung der heute als Töpferberg bezeichneten Düne. Menschliche Besiedlung ist durch die Funde von Tonscherben seit der mittleren und frühen Steinzeit belegt. Der ursprünglich bewaldete Höhenzug wurde ab 1800 zusammen mit angrenzenden Flächen als Weide und Acker genutzt. Diese Nutzungsform wurde nach Ende des Zweiten Weltkrieges eingestellt. Die Düne diente bis zum Datum der Unterschutzstellung als Abbaustätte für Sand und Kies, was zum umfangreichen Verlust der Düne führte. Teilbereiche des Naturschutzgebiets dienten als Rinder- und Pferdeweide. 

## Pflanzen- und Tierwelt
Durch Nutzungsaufgabe seit den 1970er Jahren im überwiegenden Teil des Naturschutzgebiets hat sich die Pflanzen- und Tierwelt gewandelt. Gehölze, wie Birke und Stiel-Eiche wandern ein und verdrängen die bisherigen Magerrasen mit Borstgras, Glocken-Heide, Lungen-Enzian, Färberscharte, Gemeiner Kuhschelle und Geflecktem Knabenkraut.
Bemerkenswerte Brutvögel sind Rotmilan und Neuntöter. Die Waldeidechse lebt im Gebiet. Weiterhin wurden Heuschreckenarten, wie die Blauflügelige Ödlandschrecke und der Heidegrashüpfer gefunden.